# Helina neotropica
Helina neotropica este o specie de muște din genul Helina, familia Muscidae. A fost descrisă pentru prima dată de John Otterbein Snyder în anul 1951.
Este endemică în Peru. Conform Catalogue of Life specia Helina neotropica nu are subspecii cunoscute.